# Toshihiro Hasegawa
Toshihiro Hasegawa (jap. 長谷川敏裕 Hasegawa Toshihiro; ur. 24 sierpnia 1996) – japoński zapaśnik walczący w stylu wolnym. Brązowy medalista mistrzostw świata w 2021 roku. 
Triumfator igrzysk azjatyckich w 2022. Trzeci na mistrzostwach Azji w 2018. Mistrz świata U-23 w 2018. Trzeci na MŚ kadetów w 2013 roku.